# ワールドモノレール (ロッテワールド)

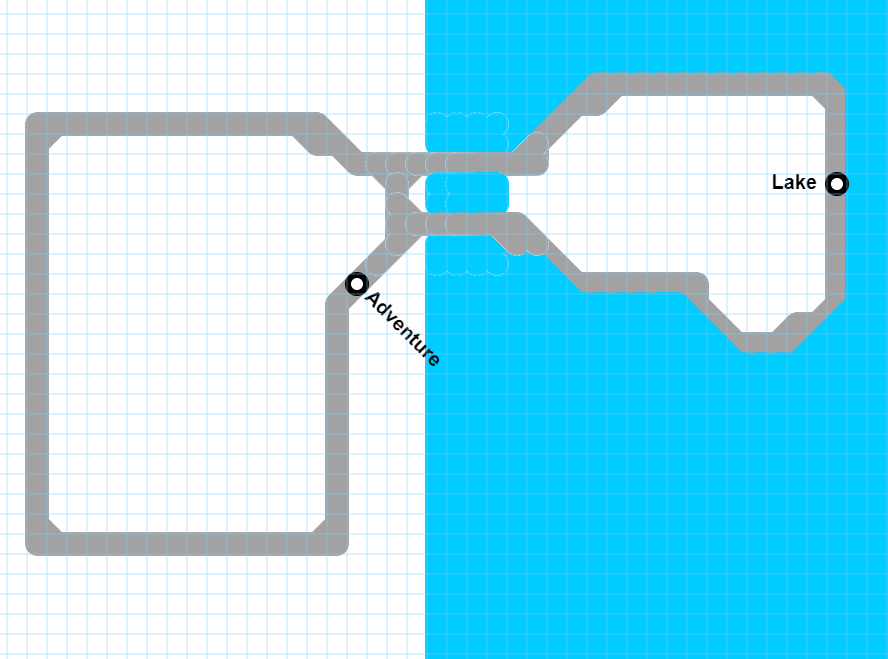
ワールドモノレールの地図

ワールドモノレール（韓：월드모노레일、英：World Monorail）は、大韓民国ソウル特別市松坡区にあるロッテワールド内で運行されているモノレール路線である。スイス企業のインタミンによって製造された。
ロッテワールド内を周遊する方法のひとつで、マジック・アイランドにあるレイクステーションと、屋内のアドベンチャー内にあるアドベンチャーステーションの2つの駅がある。 

## 車両情報
車両はインタミンによって製造されており、最高速度は10.5 km/h、搭乗人員は18人。

## 運行時間
モノレールはロッテワールドの営業時間中に運行されている。なお、雨天および雨天後のトラック乾燥、強風によるトラック変更、酷寒時、酷暑時にはアドベンチャー内 (屋内)でのみ運行する。